# 经济停滞
经济停滞是长期的经济增长缓慢（一般以GDP增长衡量）。高失业率通常伴随着经济停滞。在某些定义下，“缓慢”意味着明显低于宏观经济学家估计的潜在增长。因此，某个国家在经济停滞中的增长率可能名义上高于其他未经历经济停滞的国家。

## 长期停滞
“长期停滞”一词最初在1938年由阿尔文·汉森（Alvin Hansen）创造，“描写的是他所担心的美国经济在大萧条后的命运：边境关闭和移民崩溃阻碍投资，由此阻止经济发展”。